# Electro-industrial
L'electro-industrial è un genere musicale emerso dalla musica industriale nei primi anni '80. Mentre l'EBM (Electronic Body Music) ha una struttura minimale ed una produzione pulita, l'electro-industrial tende ad avere un suono più grintoso, complesso e stratificato con un approccio più sperimentale. Lo stile è stato sviluppato da band come Skinny Puppy, Front Line Assembly, Numb e altri gruppi. All'inizio degli anni '90, da questo genere si sono sviluppati la dark electro e tra la metà e la fine anni '90, la propaggine aggrotech. La base di fan per lo stile è collegata alla sottocultura rivethead.

## Caratteristiche
Dopo che il movimento EBM si dissolse all'inizio degli anni '90, l'electro-industrial si guadagnò una popolarità crescente nella scena dei club internazionali. In contrasto con lo stile EBM dominato dalla "cassa dritta", i gruppi elettro-industriali utilizzano ritmi più aspri e voci roche, distorte o digitalizzate. Diversamente dal rock industriale, i gruppi elettro-industriali evitavano per lo più le chitarre, eccezion fatta per gruppi come Skinny Puppy, che usavano elementi di chitarra elettrica dalla metà degli anni '80 in canzoni come Testure o Dig It, e Numb in canzoni come God Is Dead.
I gruppi electro-industrial tendono a proporre tematiche legate al controllo sociale, alla distopia ed alla fantascienza. I gruppi di questo genere a volte traggono ispirazione estetica dai film horror come L'esorcista oppure dal lavoro di Roman Polanski, e dai film di fantascienza come Blade Runner e Alien.

## Storia

### Origini ed evoluzione

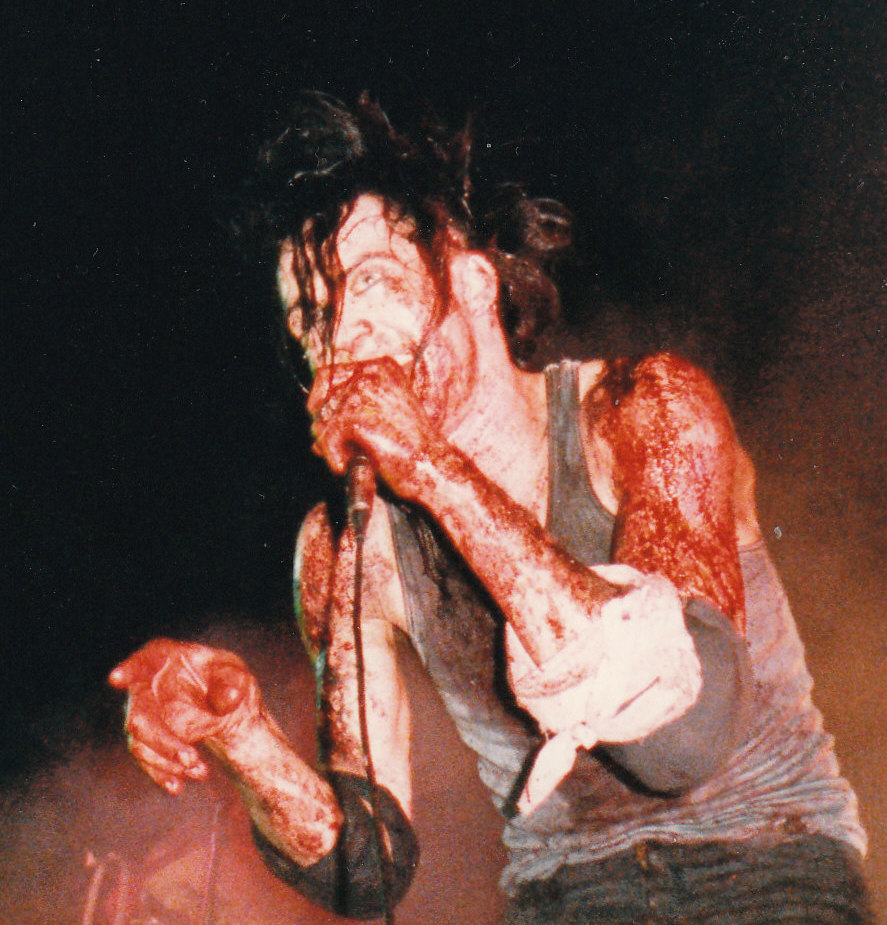
Nivek Ogre degli Skinny Puppy nel 1987

L'electro-industrial è stato anticipato da gruppi degli anni '80 come SPK, Die Form, Borghesia, Klinik, Skinny Puppy, Numb, e Front Line Assembly.
I gruppi electro-industrial di spicco degli anni '90 includono gli statunitensi Mentallo and the Fixer, Yeht Mae, Velvet Acid Christ e Pulse Legion, I canadesi Decoded Feedback, I tedeschi X Marks the Pedwalk, Plastic Noise Experience, Wumpscut, Haujobb, Forma Tadre, KMFDM, Putrefy Factor 7 e Abortive Gasp, I danesi Leæther Strip ed I messicani e primi Hocico, Cenobita e Amduscia.
Dalla metà degli anni '90, alcuni gruppi elettro-industriali hanno aggiunto chitarre e sono stati associati all'Industrial metal; altri gruppi, es. G. Skinny Puppy, Download, Gridlock e Haujobb hanno incorporato elementi di stili di musica elettronica sperimentale come drum and bass, IDM, glitch e altri generi elettronici.

### Dark electro

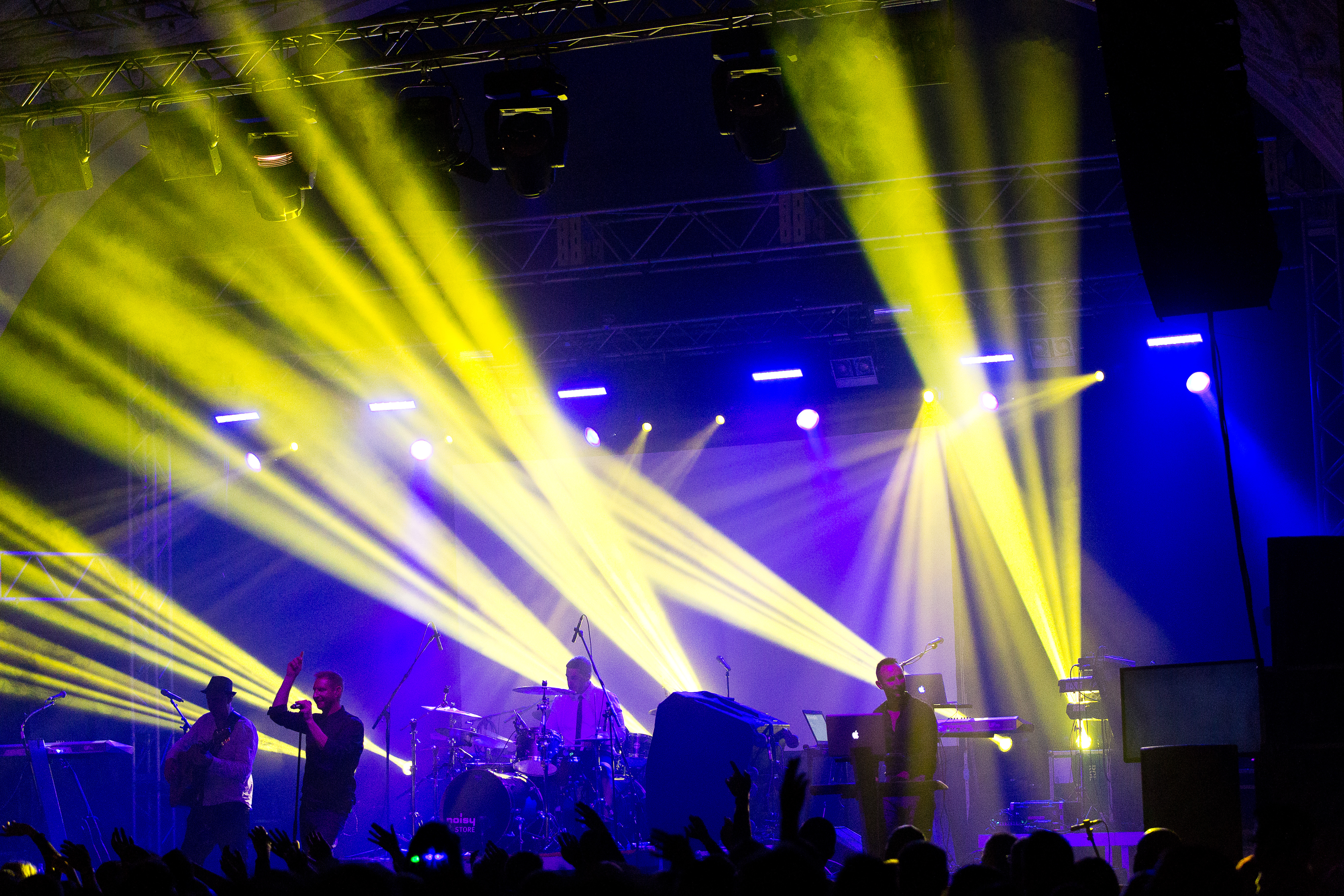
I T.O.Y. dal vivo nel 2015

La dark electro è uno stile derivato dall'elettro-industrial, sviluppato all'inizio degli anni '90 nell'Europa centrale. Il termine descrive gruppi come yelworC e Placebo Effect ed è stato utilizzato per la prima volta nel dicembre 1992 con l'annuncio dell'album Brainstorming, il debutto di yelworC. Lo stile è stato ispirato dalla musica di The Klinik e Skinny Puppy. Le composizioni includevano paesaggi sonori horror gotici, temi occulti e grugniti o voci distorte. Gli yelworC erano un gruppo musicale di Monaco di Baviera, formatosi nel 1988. Le basi del movimento dark electro risalgono all'inizio degli anni '90 e grazie all'etichetta tedesca Celtic Circle Productions. Negli anni successivi, l'elettronica oscura fu rimpiazzata da stili influenzati dalla techno come l'aggrotech e il futurepop. Altri gruppi per praticare lo stile includevano amGod, Trial, i primi Evil's Toy, Mortal Constraint, Arcana Obscura, Splatter Squall, Seven Trees, Tri-State e Ice Ages.

### Aggrotech

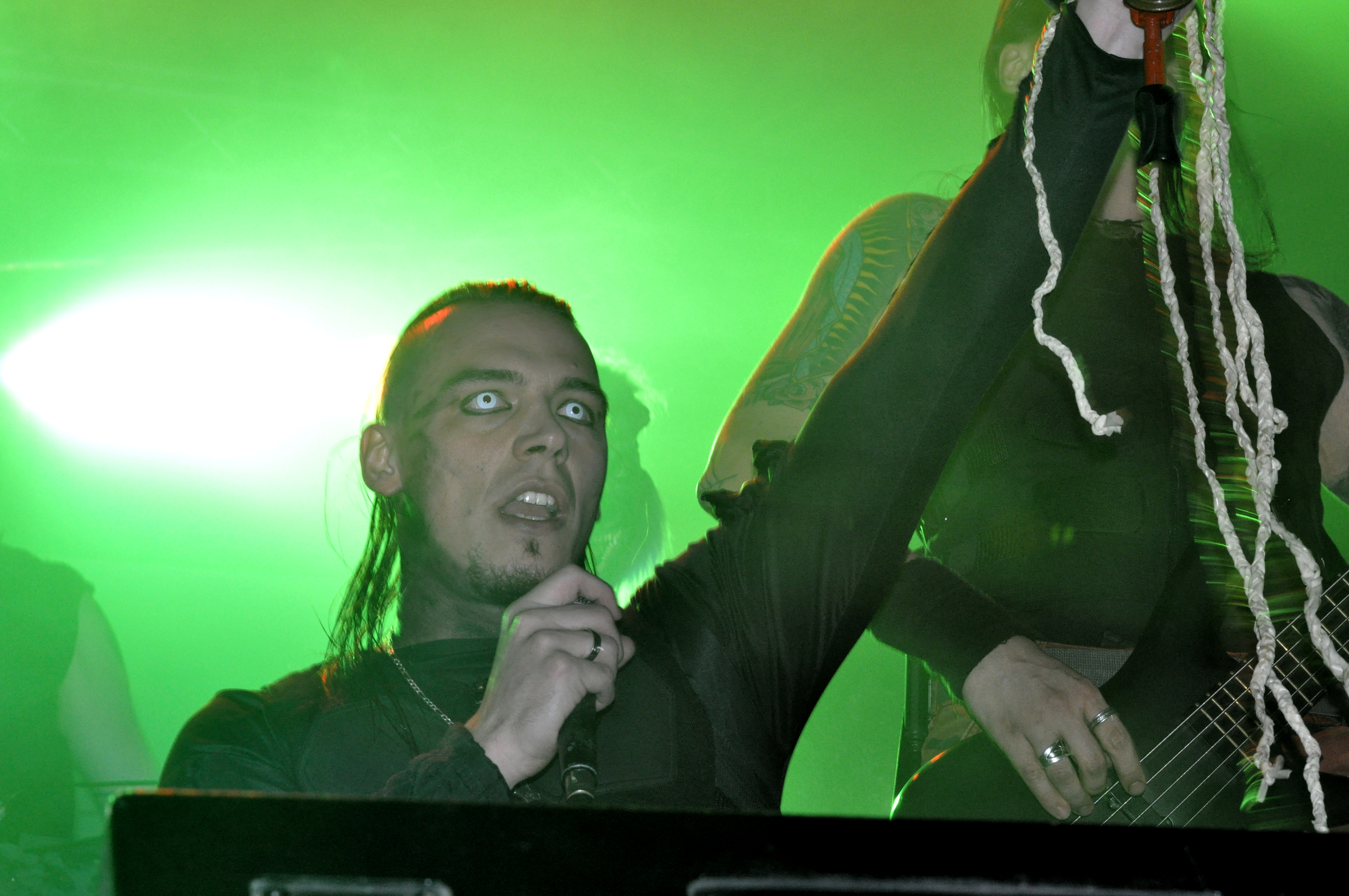
I tedeschi Centhron al festival e-tropolis di berlino nel 2013

La Aggrotech (nota anche come hellektro o Endzeit Elektro) è una forma derivata dalla musica Electro-industriale e dalla dark electro con una forte influenza dell'hardcore industriale (grancassa techno diretta della Roland TR-909 uniti ad oscillatori come il Supersaw della Roland JP-8000) che sono emersi per la prima volta a metà degli anni novanta.
Inizialmente il termine "Aggrotech" veniva usato per i tour di band come i Kevorkian Death Cycle, assumendo in seguito significati diversi. Dalla metà degli anni 90, cominciò ad essere usato per descrivere le nuove sonorità nate dall'evoluzione dell'electro-industrial caratterizzate da una struttura dura e marcata (harsh sta per "duro", "rigido", ma anche "stridente"), con beats aggressivi e generalmente in uptempo, con una forte influenza della techno music, e versi di natura militante, pessimista o esplicita. Tipicamente, le parti vocali sono distorte per essere aspre e sintetiche, nette e senza toni; vengono aggiunti anche effetti statici e glitch. Gli artisti di questo genere infatti usano spesso strutture melodiche atonali.
Tra i principali esponenti di questo genere ritroviamo nomi come Agonoize, Amduscia, Bestias De Asalto, Cenobita, Chiasm, Combichrist, Dawn of Ashes, Detroit Diesel, Feindflug, God Module, Grendel, Hocico, iVardensphere, Nachtmahr, Panic Lift, Psyclon Nine, Reaper, Suicide Commando, Tamtrum, The Retrosic, Ritual Aesthetic, Unter Null, Virtual Embrace e X-Fusion.